# Irving Calkins
Irving Romaro Calkins (Palmer, Massachusetts, 31 d'octubre de 1875 - Springfield, Massachusetts, 26 d'agost de 1958) va ser un tirador estatunidenc que va competir a començaments del segle xx.
El 1908 va prendre part en els Jocs Olímpics de Londres, on disputà dues proves del programa de tir. En la prova de pistola lliure per equips guanyà la medalla d'or, mentre en la prova individual fou vuitè.